# Київка (Ремонтенський район)
Київка (рос. Киевка) — село в Ремонтненському районі Ростовської області Російської Федерації, засноване українцями.
Адміністративний центр Київського сільського поселення, що включає крім нього самого хутір Раздольний.

## Географія
Село розташоване у південно-східній частині області, у північно-західній частині району, за 51 кілометр на захід від райцентру, села Ремонтного (по автодорогах), на правому березі річки Кираста.
Через Київку проходить заасфальтована автодорога із селища Орловський в село Ремонтне.

### Вулиці
| - вул. Братів Дьяченків, - вул. Братів Степанюків, - вул. Гагаріна, - вул. Дорожня, - вул. Ленінська, - вул. Набережна, | - вул. Жовтнева, - вул. Садова, - вул. Тюльпанова, - вул. Шолохова, - вул. Ентузіавтов, - пров. Центральний. |

## Історія
Село Київка було засноване в 1876 році переселенцями з Київської та Полтавської губерній. Переселенці назвали село Київка — на честь міста Києва. Хутір Київський вперше згадується 14 лютого 1923 року. Він позначений у складі Київсько — Меліоративної сільради Маничсько — Грузської волості Сальського округу. У державному архіві Ростовської області по Сальскому округу 1924 року значиться Київська сільська Рада загальною площею 34 722 десятин землі.
У 1925 році Київська сільська Рада входила до складу Пролетарського району Сальського округу Північно-Кавказького краю. До складу Київської сільської Ради входили населені пункти: хутір Київський — дворів 73, населення 473 осіб, х. Лиса гора — 36 дворів, населення 178 чол., х. Раздольний — 97 дворів, населення 456 чол., х. Розсипний — 89 дворів, населення 242 людини.
У сільській Раді була парторганізація в хуторі Київському, школа першого ступеня, по одному млині в хуторі Київському і хуторі Роздольному.
На 17 грудня 1926 році до складу Київської сільської Ради входили населені пункти: хутір Київський з населенням 624 чол., хутір Раздольний — 748 чол., хутір Розсипний — 757 осіб, хутір Бабин — 95 осіб, хутір Гашун — 166 осіб, хутір Лиса Гора — 271 людина.
Постановою Донвиконкому від 14 лютого 1923 року до складу Сальського округу Донської області була затверджена Маничсько-Грузька волость з 5-ма сільрадами: Камишівською, Київсько-Меліоративною, Лиса Гірка, Маничсько-Грузька, Маньгаєско-Миколаївська. З початку 1930 року в Київці був створений колгосп «Червоне поле». Господарство спеціалізувалось на тваринництві, городництві, рільництві.
У роки Другої світової війни Ремонтненський район опинився на головному напрямку наступу німецьких військ на Волзі, він же став свідком і їх безладного відступу.
Село Київка було захоплене німецькими військами після п'ятигодинної битви 11 серпня 1942 року. Звільнено у січні 1943 року.
Київська сільська рада Ремонтненського району була розформована в червні 1959 року. Вся територія колишнього сільради увійшла до складу укрупненої Підгорненської сільради.
В лютому 1991 року знову була утворена Київська сільська рада за рахунок розукрупнення Підгорненської сільради. Головою був призначений Корнієнко Ю. А.
З 21 січня 1992 року була створена Київська сільська адміністрація, головою сільської адміністрації призначена Блохіна Валентина Григорівна. З 1 січня 2006 року утворено Київське сільське поселення, що складається з села Київка і хутора Роздольного.

## Інфраструктура
В селі є: дитячий садок, школа, бібліотека, будинок культури, племзавод (зі своєю профспілкою), пошта. Також в селі є водопровід.

## Джерело «Кисле»
За 7 км від Київки розташоване джерело води «Кислий» — унікальне джерело з джерельною високомінералізованою водою. Вода містить ряд мікроелементів в лікувально-біологічних концентраціях, що роблять істотну і багатообразну дію на організм. Вода з джерела «Кислий» визнана фахівцями НДІ курортології і фізіотерапії міста П'ятигорська цілющою. Вода допомагає лікувати хронічні захворювання органів травлення, хвороби крові та порушення обміну речовин. Раніше існувала питна галерея, потім занепала і була розібрана.